# Małgorzata Manowska
Małgorzata Manowska (Varsovia, Polonia, 22 de septiembre de 1964) es una académica y jurista polaca que ocupa el cargo de Primera Presidenta del Tribunal Supremo y Presidenta del Tribunal Estatal. Fue decana de la Escuela Nacional de la Magistratura y Viceministra de Justicia.

## Carrera
Es licenciada en derecho y doctora en jurisprudencia por la Universidad de Varsovia. En 2010 obtuvo la habilitación. Ha sido profesora en la Universidad de Varsovia y en la Universidad Lazarski, siendo profesora asociada en esta última. Manowska es autora de numerosas publicaciones sobre derecho civil, familiar y laboral.

Tras varios nombramientos judiciales, entre ellos en el Tribunal de Apelación de Varsovia, Manowska fue nominada como viceministra de Justicia, cargo que ocupó del 30 de marzo al 27 de noviembre de 2007. En 2016 fue elegida decana de la Escuela Nacional de la Magistratura.
El 10 de octubre de 2018, el presidente Andrzej Duda la nombró jueza del Tribunal Supremo. Asumió el cargo de Primera Presidenta del Tribunal Supremo el 26 de mayo de 2020, sucediendo a Małgorzata Gersdorf. Al mismo tiempo, se convirtió en Presidenta del Tribunal Estatal.